# Nagy görgetegizom

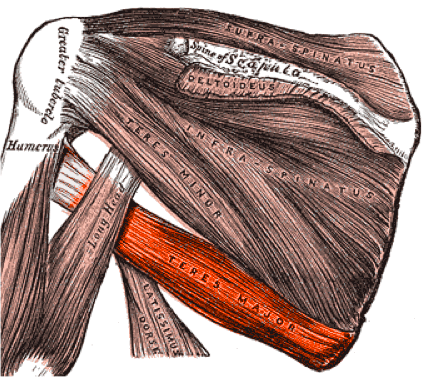
A lapocka izmai között pirossal jelölve

A nagy görgetegizom (musculus teres major) egy izom, mely az ember felkarjához tartozik.

## Eredés, tapadás, elhelyezkedés

Az izom térbeli elhelyezkedése, animált képen

A lapocka (scapula) angulus inferior scapulae nevű részének a dorsális részének az ovális részéről valamint a kis görgetegizmot (musculus teres minor) és a tövis alatti izmot (musculus infraspinatus) elválasztó falról ered. A felkarcsont (humerus) crista tuberculi minoris nevű részén tapad. A széles hátizom (musculus latissimus dorsi) mögött tapad az ina amitől a bursa subtendinea musculi teretis major választja el, mindemellett mégis egy rövid távon egyesülnek.

## Funkció
A felkarcsontot a törzshöz közelíti (addukálja) és befelé forgatja (pronálja).

## Beidegzés, vérellátás
A nervus subscapularis idegzi be. Az arteria circumflexa scapulae és az arteria subscapularis látják el vérrel.